# マコトの王者 〜REAL DEAL CHAMPION〜
『マコトの王者 〜REAL DEAL CHAMPION〜』（マコトのおうじゃ リアルディールチャンピオン）は、福井あしびによる日本の漫画作品。『ゲッサン』（小学館）にて、2009年6月号（創刊号）より2011年11月号にかけて連載。

## 概要
ゲッサンルーキーファイルNo.003として、創刊号より掲載されたボクサー漫画。同じ名前を持つ2人のボクサーの人格が入れ替わったことから始まる両者の物語である。そのため、本誌では同じ時間軸で「大地真」編と「天堂誠」編の2つの物語を同時連載していくという類を見ない描き方をしている。単行本も、「大地真」になってしまった「元・天堂誠」編を『マコトの王者 〜REAL DEAL CHAMPION〜 青 BLUE corner VOLUME n』、「天堂誠」になってしまった「元・大地真」編を『マコトの王者 〜REAL DEAL CHAMPION〜 赤 RED corner VOLUME n』として、第1 - 3巻が同日に発売されている。最終巻である第4巻のみは『マコトの王者 〜REAL DEAL CHAMPION〜 赤 RED corner 青 BLUE corner VOLUME 4』と表記され、「赤編」「青編」の区別が無い。

## あらすじ
「大地真」と「天堂誠」。奇しくも同じ「マコト」の名を持つ2人のボクサーが、今宵、WBC世界ウェルター級タイトルマッチにおいて、チャンピオンの座を手に入れるために相見えた。最終ラウンド、両者の拳が交わり、ダブルノックアウトの末に試合が終わったが、決着がついたその時、2人は見てしまった。「立ち上がっている自分」を、「座り込んでいる自分」を。2人はあの瞬間、体が入れ替わってしまっていた。入れ替わってしまったとはいえ、若いボクサーの栄光を奪ってしまった「天堂誠」は死ぬことを思いもした。しかし「大地真」からの挑戦を聞いた時、「大地真」と「天堂誠」は「負けてしまった元王者・天堂誠」、「新王者・大地真」として次に向けて動き始めた。それはどちらが「真実（マコト）の王者」であるか再び決するために。これは「マコト」の名を持つ2人のボクサーの物語。

## 登場人物
大地真（だいち まこと）→天堂誠
レッド版の主人公（外見は天堂誠）。坪原ボクシングジム所属。サウスポーのボクサーで、典型的なインファイターであり、『豪腕の野性児』の異名を持つ。しし座の生まれ。強気でビッグマウスが特徴であるが経験は浅く、タイトルマッチでは天堂を前に震えもした。
親が交通事故で死去したことが引き金となって、親の経営していた「大地鉄鋼」が廃業となり、莫大な借金を背負ってしまった。生活のあてもなく、妹3人を養っていくために大阪から東京に出て来てボクサーになった。プロ前の大阪時代では荒くれ者であったが、妹たちを愛する優しい兄であり、琴音にちょっかいをだした暴走族を締め上げ、さらに後ろ盾の暴力団まで潰したという伝説を残している。
天堂誠に変わってから
天堂のボクシングだけの生活とボロボロの体を知り、自分がボクサーとして何一つ勝っていないことに愕然としつつもそのボロボロの体でもう一度戦い勝つと宣言し挑戦をたたきつけた。しかし、故障ばかりの体はうまく動かせぬだけでなく、力をいれれば壊れてしまうことも体験したことでうまいように練習できず歯がゆい思いをしている。運転免許も持ってないのに天堂のジャガーXJを運転しようとして早々に壊すなど、いろいろやらかしてはいるが天堂家との冷め切った関係を知ったことで、練習の傍ら天堂誠の人間関係を修復しようとも考えている。現在の最大の心配事は離れてしまった妹たちのことである。
天堂誠（てんどう まこと）→大地真
ブルー版の主人公（外見は大地真）。拳聖ボクシングジム所属。右を主体とするオーソドックスなボクサー、体を故障する以前のスタイルは不明だが、左肩、右の拳を痛めてからは被弾覚悟で接近戦にもちこみ相手へのカウンター狙いに徹することで勝機を見出していた。『無敗の絶対王者』の異名を持つ。WBCとWBAのウェルター級チャンピオンであり、大地真に敗れたことでWBCでのチャンピオンの座を渡してしまった。大地真に敗れるまで10年間無敗であり、日本人世界王座連続防衛記録を更新していた。
父は外交官、祖父は内閣総理大臣というエリート一家の出で進む道が約束されていたが、自ら家を出てボクサーとしての道を歩んでいる。ボクサーとしては活躍が長く、今までのファイトマネーなどから稼いだ金額は億を超えており、かなりの額を貯金している(口座の暗証番号はプロデビュー戦の日になっている)。
大地真に変わってから
どこも故障していないボクサーの体を奪ってしまったことに再度苦悩しつつも、大地家の借金などの取り巻く現実を見たことで、ボクサーとして大地家を守っていくことを決意する。若い体に元々の王者として培った経験から緩急あるボクシングをなんなくこなし大地の体をものにしている。
大地琴音（だいち ことね）
大地真の妹の一人で大地家の長女。中学生。ボクシングで生活を支えてくれる兄を慕い、応援している。自らも兄とともに新聞配達や内職をするなどして家計を助けている。
兄のことは慕っており、大切にされていることも理解しているが、東京の学校への転入初日に「貧乏大阪人」といった同級生をどついて暴れられてからは、父兄のかかわる学校行事は教えないようにしている。
大地貴音（だいち たかね）
大地真の妹の一人。手が早く、威勢がいいわんぱくっ子であるが、料理などは下手である。
大地友音（だいち ともね）
大地真の妹の一人。おとなしく料理が上手。
吉永まさみ（よしなが まさみ）
天堂誠の許婚。女優をしており、天堂にふさわしい嫁になろうと努力している。料理は上手であり美人ではあるが、とにかく天堂一筋であり、天堂誠を侮辱するものは許さず、時には手も出すほどで荒々しくなる。
町村（まちむら）
天堂誠の専属トレーナー。天堂の体のことは全て知っており、ボロボロの体でなおも戦う天堂を尊敬している。
入れ替わってしまった二人以外で唯一そのことを知っている人物で、最初は気づかなかったものの徐々に違和感を覚えだし入れ替わった天堂誠に確認をとり初めて理解した。

## 書誌情報
- 福井あしび『マコトの王者 〜REAL DEAL CHAMPION〜』 小学館〈ゲッサン少年サンデーコミックス〉
第1巻赤コーナー 2010年1月 ISBN 978-4-09-122097-4
第1巻青コーナー 2010年1月 ISBN 978-4-09-122215-2
第2巻赤コーナー 2010年9月 ISBN 978-4-09-122549-8
第2巻青コーナー 2010年9月 ISBN 978-4-09-122550-4
第3巻赤コーナー 2011年7月 ISBN 978-4-09-123126-0
第3巻青コーナー 2011年7月 ISBN 978-4-09-123127-7
第4巻 2011年12月 ISBN 978-4-09-123315-8